# Cuencas Lebu-Paicaví
Las cuencas Lebu-Paicaví son varias cuencas costeras contiguas exorreicas de régimen pluvial ubicadas entre la Región del Biobío y la Región de La Araucanía, que la Dirección General de Aguas ha reunido en el ítem 088 del inventario BNA de cuencas de Chile. Entre ellas la más conocida es la cuenca del río Paicaví.
| BNA | DARH |
| --- | ---- |
|     |      |

## Límites y relieve
Todas estas cuencas desembocan en el océano Pacífico. El ítem o grupo de cuencas limita al norte con la cuenca del río Lebu, al este con la cuenca del río Biobío y con la cuenca del río Imperial y al sur con las cuencas costeras e islas entre río Paicaví y límite regional.

## Población
El sistema de información y monitoreo de biodiversidad del Ministerio del Medio Ambiente de Chile señala la siguiente distribución de la superficie de la cuenca entre las comunas (el porcentaje es de la cuenca):
| Región       | Provincia | Comuna     | Hectáreas   | Porcentaje |
| ------------ | --------- | ---------- | ----------- | ---------- |
| Biobío       |           |            | 169.335,752 | 99,861%    |
|              | Arauco    |            | 169.335,752 | 99,861%    |
|              |           | Lebu       | 18.598,932  | 10,968%    |
|              |           | Cañete     | 85.094,075  | 50,182%    |
|              |           | Contulmo   | 29.178,257  | 17,207%    |
|              |           | Los Alamos | 36.464,488  | 21,504%    |
| La Araucanía |           |            | 205,639     | 0,121%     |
|              | Malleco   |            | 205,639     | 0,121%     |
|              |           | Angol      | 126,258     | < 0,1%     |
|              |           | Purén      | 79,381      | < 0,1%     |

Los poblados y ciudades emplazadas en las cuencas del ítem son Antiguala, Cañete y Contulmo.

## Subdivisiones
La Dirección General de Aguas subdivide o reúne las cuencas de Chile acorde a las necesidades de estudio y gestión. Existen dos inventarios que han logrado ser aceptados como principales, el del inventario de cuencas del Banco Nacional de Aguas (BNA) de 1978, de mayor uso, y el inventario de cuencas del Departamento de Administración de Recursos Hídricos (DARH) de 2014 de mejor cartografía que ha obligado a redefinir algunos límites, a veces con cambios mayores, pero también por algunas redefiniciones del concepto de subcuenca.
Bajo el BNA el código del ítem es 088. El inventario DARH reúne las cuencas en el ítem 0806.
La subdivisión del BNA es como sigue:
| Cuenca                             | Subcuenca | Subsubcuenca | Aguas                                                               | Área drenaje km² | Observaciones |
| ---------------------------------- | --------- | ------------ | ------------------------------------------------------------------- | ---------------- | ------------- |
| 088 Costeras Lebu - Paicaví (mapa) |           |              |                                                                     |                  |               |
| 088                                | 0880      | 08800        | Costeras entre Río Lebu y Estero Pangue                             | 212              |               |
| 088                                | 0881      | 08810        | Costeras Entre Río Pangue (Incluido) y Río Paicavi                  | 269              |               |
| 088                                | 0882      | 08820        | Río Tucapel (Caramavida) hasta Río Leiva                            | 268              |               |
| 088                                | 0882      | 08821        | Río Leiva (Caicupil, Butamalal)                                     | 421              |               |
| 088                                | 0882      | 08822        | Río Peleco Entre Junta Ríos Tucapel y Leiva y Desagüe Lago Lanalhue | 438              |               |
| 088                                | 0882      | 08823        | Río Paicavi entre Lago Lanalhue y desembocadura                     | 88               |               |
| total:                             | 3         | 6            | Región: VIII (100%) / Tipo: Exorreica / Desemb.: O. Pacífico        | 1608             |               |

La disposición de cuencas en el inventario DARH es la siguiente (3062 km²):
| Código     | Nombre                                           | Código en mapa                     | Tipología de cuenca                | Vertiente de cuenca                | Origen de cuenca                   | Temperatura media anual (C°)       | Temperatura máxima (C°)            | Temperatura mínima (C°)            | Precipitación anual (mm)           | Número de estaciones fluviométricas | Número de estaciones pluviométricas | Área (km²)                         |
| ---------- | ------------------------------------------------ | ---------------------------------- | ---------------------------------- | ---------------------------------- | ---------------------------------- | ---------------------------------- | ---------------------------------- | ---------------------------------- | ---------------------------------- | ----------------------------------- | ----------------------------------- | ---------------------------------- |
| 0806       | Cuenca Costeras entre Lebu y Tirúa               | Cuenca Costeras entre Lebu y Tirúa | Cuenca Costeras entre Lebu y Tirúa | Cuenca Costeras entre Lebu y Tirúa | Cuenca Costeras entre Lebu y Tirúa | Cuenca Costeras entre Lebu y Tirúa | Cuenca Costeras entre Lebu y Tirúa | Cuenca Costeras entre Lebu y Tirúa | Cuenca Costeras entre Lebu y Tirúa | Cuenca Costeras entre Lebu y Tirúa  | Cuenca Costeras entre Lebu y Tirúa  | Cuenca Costeras entre Lebu y Tirúa |
| 080600     | Costeras entre Río Lebu y Estero Ranquilco       | 0                                  | Exorreica                          | Pacífico                           | Pluvial                            | 12.3                               | 23.3                               | 4.7                                | 1563.2                             | 0                                   | 0                                   | 207.9                              |
| 080601     | Costeras entre Estero Ranquilco y Estero Lloncao | 0                                  | Exorreica                          | Pacífico                           | Pluvial                            | 12.5                               | 23.9                               | 4.6                                | 1618.8                             | 0                                   | 0                                   | 278.4                              |
| 08060200   | Río Paicavi entre Río Peleco y Desembocadura     | 74                                 | Exorreica                          | Pacífico                           | Pluvial                            | 12.8                               | 24.6                               | 4.7                                | 1610.1                             | 1                                   | 0                                   | 135.6                              |
| 0806020000 | Río Tucapel                                      | 75                                 | Exorreica                          | Pacífico                           | Pluvial                            | 10.4                               | 22.3                               | 2.6                                | 1608.0                             | 2                                   | 0                                   | 268.5                              |
| 0806020001 | Río Leiva                                        | 76                                 | Exorreica                          | Pacífico                           | Pluvial                            | 9.4                                | 21.6                               | 1.5                                | 1585.6                             | 4                                   | 2                                   | 426.8                              |
| 0806020002 | Río Lanalhue                                     | 77                                 | Exorreica                          | Pacífico                           | Pluvial                            | 11.0                               | 23.3                               | 3.0                                | 1607.4                             | 3                                   | 1                                   | 377.1                              |
| 080603     | Costeras entre Río Paicavi y Río Lleulleu        | 0                                  | Exorreica                          | Pacífico                           | Pluvial                            | 12.1                               | 24.0                               | 4.1                                | 1602.0                             | 0                                   | 0                                   | 163.4                              |
| 080604     | Río Lleulleu                                     | 0                                  | Exorreica                          | Pacífico                           | Pluvial                            | 11.3                               | 23.5                               | 3.3                                | 1487.5                             | 1                                   | 0                                   | 629.6                              |
| 080605     | Costeras entre Rio Lleulleu y Rio Tirúa          | 0                                  | Exorreica                          | Pacífico                           | Pluvial                            | 12.2                               | 23.8                               | 4.3                                | 1439.6                             | 0                                   | 1                                   | 115.8                              |
| 080606     | Rio Tirúa                                        | 0                                  | Exorreica                          | Pacífico                           | Pluvial                            | 10.7                               | 22.4                               | 3.1                                | 1404.0                             | 0                                   | 0                                   | 408.7                              |
| 080607     | Isla Mocha                                       | 0                                  | Exorreica                          | Pacífico                           | Pluvial                            | 11.9                               | 21.8                               | 4.8                                | 1232.4                             | 0                                   | 0                                   | 50.7                               |

## Hidrología

### Red hidrográfica
Los cuerpos de agua considerados en esta categoría son:

### Humedales
El Ministerio del Medio Ambiente consigna tres humedales urbanos declarados en la zona, Cuatro Tubos (HU-0035), Laguna Amalia (HU-0021) y Laguna Santa Fe (HU-0022).

### Glaciares
El inventario público de glaciares de Chile 2022 no registra glaciares en la zona.

## Clima

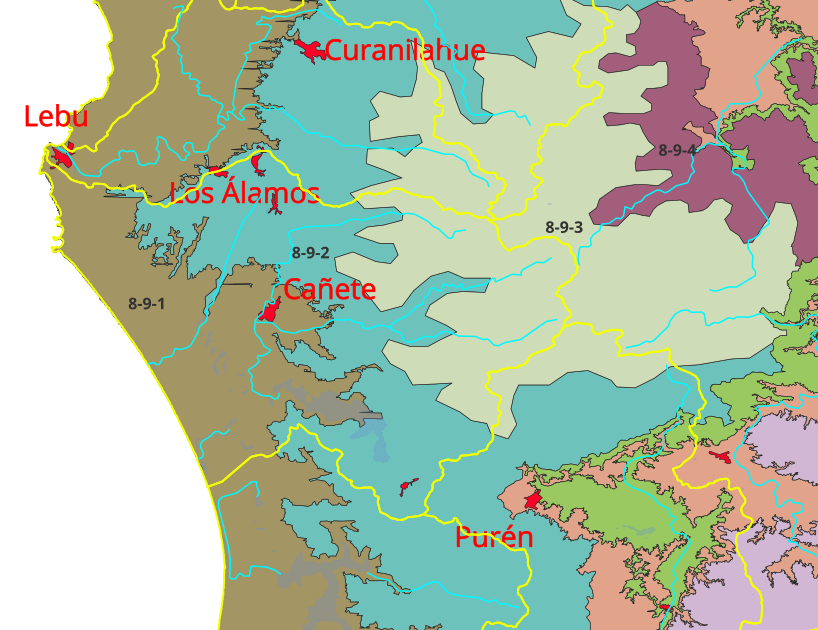
Distritos agroclimáticos en el ítem 088 del inventario BNA de cuencas de Chile según el Atlas agroclimático de Chile. Las líneas amarillas son los límites de las cuencas o ítems. En rojo, algunas localidades.

El Atlas agroclimático de Chile distingue tres distritos agroclimáticos en la cuenca:
- 8-9-1 Templado cálido supratermal con régimen de humedad sub húmedo seco (Csb2Shs). La temperatura oscila entre un máximo de enero de 22,5 °C (máx de 26 °C y mín de 18,6 °C dentro del distrito) y un mínimo de Julio de 5,7 °C (máx de 6,5 °C y mín de 4,7 °C dentro del distrito). Tiene un promedio de 297 días consecutivos libres de heladas. En el año se registra un promedio de 3 heladas. El período de temperaturas favorables a la actividad vegetativa dura 9 meses. Registra anualmente 1.185 días grado y 443 horas de frío acumuladas hasta el 31 de Julio. La precipitación media anual es de 1.135 mm y un período seco de 5 meses, con un déficit hídrico de 465 mm/año. El período húmedo dura 5 meses durante los cuales se produce un excedente hídrico de 464 mm.
- 8-9-2 Templado cálido supratermal con régimen de humedad sub húmedo húmedo (Csb2Shh). La temperatura oscila entre un máximo de enero de 25,1 °C (máx de 28,8 °C y mín de 20,2 °C dentro del distrito) y un mínimo de Julio de 5,8 °C. (máx de 6,6 °C y mín de 4,6 °C dentro del distrito) Tiene un promedio de 304 días consecutivos libres de heladas. En el año se registra un promedio de 4 heladas. El período de temperaturas favorables a la actividad vegetativa dura 9 meses. Registra anualmente 1.266 días grado y 452 horas de frío acumuladas hasta el 31 de Julio. La precipitación media anual es de 1.587 mm y un período seco de 4 meses, con un déficit hídrico de 475 mm/año.El período húmedo dura 6 meses durante los cuales se produce un excedente hídrico de 882 mm.
- 8-9-3 Templado cálido supratermal con régimen de humedad húmedo con tendencia mediterránea (Csb2fs). La temperatura oscila entre un máximo de enero de 25,7 °C (máx de 27,5 °C y mín de 22 °C dentro del distrito) y un mínimo de julio de 6,3 °C (máx de 6,5 °C y mín de 4,9 °C dentro del distrito). Tiene un promedio de 339 días consecutivos libres de heladas. En el año se registra un promedio de 2 heladas. El periodo de temperaturas favorables a la actividad vegetativa dura 9 meses. Registra anualmente 1.236 días grado y 398 horas de  rio acumuladas hasta el 31 de Julio. La precipitación media anual es de 2.248 mm y un periodo seco de 2 meses, con un déficit hídrico de 302 mm/año. El período húmedo dura 7 meses durante los cuales se produce un excedente hídrico de 1.430 mm.

Diagrama Walter Lieth para la ciudad de Cañete.

Los diagramas Walter Lieth muestran con un área azul los periodos en que las precipitaciones sobrepasan la cantidad de agua que el calor del sol evapora en el mismo lapso de tiempo, (un promedio de 10 °C mensuales evaporan 20 mm de agua caída) dejando un clima húmedo. Por el contrario, las zonas amarillas indican que durante ese tiempo el agua caída puede ser evaporada por el calor del sol.

## Áreas bajo protección oficial y conservación de la biodiversidad
El Ministerio del Medio Ambiente de Chile consigna tres espacios protegidos en el área del ítem, por cierto, el monumento natural Contulmo, el parque nacional Nahuelbuta y el santuario de la naturaleza El Natri.

## Historia
En la desembocadura del río Paicaví se han estudiado los camellones prehispánicos presumiblemente construidos para permitir la utilización agrícola del terreno en zonas de humedales.